# Lukács Bőle
Lukács Bőle (n. 27 martie 1990, Marcali, județul Somogy, Ungaria) este un fotbalist maghiar, care evoluează pe postul de mijlocaș la clubul din , Ferencvárosi Torna Club[*].